# 线晓云
线晓云（1989年3月—），云南芒市人，德昂族，无党派人士。中华人民共和国政治人物、第十三届全国人民代表大会云南省代表。

## 生平
2018年，线晓云被选为云南省出席第十三届全国人民代表大会代表。